# Big Brother Hrvatska (7. sezona)
Big Brother 7, poznat i kao Big Brother: Gleda te, zove te Veliki Brat, bila je sedma hrvatska sezona reality showa Big Brother, koju su vodili Antonija Blaće i Sky Wikluh. Počela je 4. rujna 2015. i trajala je 100 dana završavajući 12. prosinca 2015. 
Ova je sezona peta sezona showa u Srbiji i ukupno sedma u Hrvatskoj. Emisiju su emitirali RTL za Hrvatsku, B92 za Srbiju, OBN i BN za Bosnu i Hercegovinu, Sitel za Makedoniju i Prva za Crnu Goru.
Big Brother 7 prvotno je planiran za jesen 2013. godine, ali producenti su odlučili otkazati ga i rekli da će show započeti početkom 2014. Kasnije, u proljeće 2014., rekli su da ga planiraju pogurati na jesen 2014. ili čak na proljeće 2015. 12. listopada 2014. objavljeno je da sezona neće biti emitirana jer je kuća srušena. Međutim, ove su vijesti bile lažne, budući da je Slovenija tu kuću ranije 2015. koristila za svoju sezonu. Kasnije je otkriveno da će Big Brother započeti 4. rujna, a Antonija Blaće i Sky Wikluh (koji je prethodno sudjelovao u Velikom Bratu VIP 2) će biti voditelji.
Finale se održalo 12. prosinca. Ovo je prva sezona koju je osvojio makedonski ukućanin.

## Voditelji
- Antonija Blaće
- Sky Wikhul

## Stanari
| Kandidat                 | Kandidat                 | Godine pri ulasku | Zanimanje                                           | Mjesto rođenja/stanovanja | Dan ulaska | Dan izlaska | Stanje         |
| ------------------------ | ------------------------ | ----------------- | --------------------------------------------------- | ------------------------- | ---------- | ----------- | -------------- |
| Darko "Spejko" Petkovski | Darko "Spejko" Petkovski | 27                | Sudac, DJ, fitnes model i vlasnik košarkaške škole  | Kumanovo                  | 1          | 100         | Pobjednik      |
| Goran Todić              | Goran Todić              | 48                | Instruktor ronjenja                                 | Komiža                    | 1          | 100         | Drugo mjesto   |
| Ervin Mujaković          | Ervin Mujaković          | 24                | Menađer salona za tamnjenje, fitnes trener i vojnik | Sarajevo                  | 1          | 100         | Treće mjesto   |
| Barbara Šegetin          | Barbara Šegetin          | 25                | Model                                               | Rijeka/Zagreb             | 1          | 100         | Četvrto mjesto |
|                          | Dragutin "Giba" Vasić    | 23                | Frizer                                              | Prokuplje                 | 1          | 99          | Izbačeni       |
|                          | Miroslav "Mika" Vasić    | 23                | Frizer                                              | Prokuplje                 | 1          | 99          | Izbačeni       |
| Zorica Marković          | Zorica Marković          | 48                | Pjevačica                                           | Kraljevo                  | 1          | 99          | Izbačen        |
| Tina Šegetin             | Tina Šegetin             | 24                | Model                                               | Rijeka/Zagreb             | 1          | 99          | Izbačen        |
|                          | Rada Vasić               | 50                | Kućanica                                            | Prokuplje                 | 1          | 92          | Izbačen        |
| Mirjana Praizović        | Mirjana Praizović        | 22                | Hostesa u klubu                                     | Laktaši                   | 22         | 85          | Izbačen        |
| Đorđe Đenić              | Đorđe Đenić              | 29                | Instruktor plivanja i osobni trener                 | Nova Varoš                | 50         | 78          | Izbačen        |
|                          | Radivoje Vasić           | 55                | Pjevač                                              | Prokuplje                 | 1          | 71          | Izbačen        |
| Jozefina Išaretović      | Jozefina Išaretović      | 24                | Rukometašica                                        | Zagreb                    | 50         | 64          | Izbačen        |
| Luka "Luća" Mišnić       | Luka "Luća" Mišnić       | 33                | Reper                                               | Beograd                   | 2          | 57          | Izbačen        |
| Branislav Krstić         | Branislav Krstić         | 30                | Rudar                                               | Aleksinac                 | 1          | 50          | Izbačen        |
| Steffani Banić           | Steffani Banić           | 20                | Nezaposlena                                         | Split                     | 1          | 45          | Napustila      |
| Ivona Milovanović        | Ivona Milovanović        | 25                | Hostesa                                             | Jagodina                  | 2          | 43          | Izbačen        |
| Vesna Bartolić           | Vesna Bartolić           | 60                | Umirovljenica                                       | Zadar                     | 22         | 36          | Izbačen        |
| Anton Kopajtić           | Anton Kopajtić           | 63                | Umirovljenik                                        | Ogulin/Zagreb             | 2          | 29          | Izbačen        |
| Aleksandar Ralević       | Aleksandar Ralević       | 22                | Trener pasa                                         | Berane                    | 1          | 22          | Izbačen        |
| Andrea Jakimovska        | Andrea Jakimovska        | 43                | Bivši policijski službenik                          | Tetovo                    | 1          | 15          | Izbačen        |

- Giba, Mika, Rada i Radivoje su dio obitelji Vasić.
- Giba i Mika žive zajedno u Kući kao par poznat kao 2-u-1 ukućani. Sudjelovali su u zadacima i zajedno nominirani za izbacivanje. 99. dana izbačeni su kao jedinac.

## Tablica nominacija
|                | 1. tjedan                              | 2. tjedan                          | 3. tjedan                              | 4. tjedan                         | 5. tjedan                         | 6. tjedan                                      | 7. tjedan                                    | 8. tjedan                        | 9. tjedan                            | 10. tjedan                                                | 11. tjedan                        | 12. tjedan                          | 12. tjedan                                 | 13. tjedan                               | 14. tjedan                                         | 14. tjedan                        | 14. tjedan                        |
| 78. dan        | 1. tjedan                              | 2. tjedan                          | 3. tjedan                              | 4. tjedan                         | 5. tjedan                         | 6. tjedan                                      | 7. tjedan                                    | 8. tjedan                        | 9. tjedan                            | 10. tjedan                                                | 11. tjedan                        | 85. dan                             | 99. dan                                    | 13. tjedan                               | Finale                                             | Finale                            |                                   |
| -------------- | -------------------------------------- | ---------------------------------- | -------------------------------------- | --------------------------------- | --------------------------------- | ---------------------------------------------- | -------------------------------------------- | -------------------------------- | ------------------------------------ | --------------------------------------------------------- | --------------------------------- | ----------------------------------- | ------------------------------------------ | ---------------------------------------- | -------------------------------------------------- | --------------------------------- | --------------------------------- |
| Spejko         | Nije primjenjivo                       | Nije primjenjivo                   | Luka Branislav                         | Anton/Goran Giba/Mika             | Goran Vesna                       | Tina                                           | Steffani Goran                               | Goran Zorica                     | Đorđe Jozefina                       | Goran Đorđe                                               | Goran Đorđe                       | Goran Zorica                        | Goran Zorica                               | Nema Nominacija                          | Nema Nominacija                                    | Pobjednik (Dan 100)               | Pobjednik (Dan 100)               |
| Goran          | Nije primjenjivo                       | Zorica Tina                        | Zorica Spejko                          | Luka/Zorica Branislav/Ivona       | Barbara Mirjana                   | Izuzet                                         | Zorica Branislav                             | Luka Mirjana                     | Zorica Barbara                       | Zorica Tina                                               | Spejko Zorica                     | Spejko Ervin                        | Zorica Spejko                              | Zorica Barbara                           | Nema Nominacija                                    | Drugo mjesto (Dan 100)            | Drugo mjesto (Dan 100)            |
| Ervin          | Nije primjenjivo                       | Goran Luka                         | Aleksandar Luka                        | Anton/Goran Giba/Mika             | Goran Vesna                       | Izuzet                                         | Branislav Rada                               | Mirjana Zorica                   | Jozefina Mirjana                     | Mirjana Goran                                             | Mirjana Đorđe                     | Goran Mirjana                       | Goran Rada                                 | Nema Nominacija                          | Nema Nominacija                                    | Treće mjesto (Dan 100)            | Treće mjesto (Dan 100)            |
| Barbara        | N/A                                    | Nije primjenjivo                   | Luka Giba/Mika                         | Anton/Goran Giba/Mika             | Goran Vesna                       | Tina                                           | Goran Rada                                   | Goran Rada                       | Goran Đorđe                          | Mirjana Goran                                             | Đorđe Goran                       | Goran Rada                          | Goran Rada                                 | Nema Nominacija                          | Nema Nominacija                                    | Četvrto mjesto (Dan 100)          | Četvrto mjesto (Dan 100)          |
| Giba           | Barbara Luka Zorica                    | Luka Goran                         | Branislav Ivona                        | Luka/Zorica Anton/Goran           | Vesna Zorica                      | Rada                                           | Branislav Zorica                             | Luka Zorica                      | Đorđe Zorica                         | Goran Đorđe                                               | Đorđe Zorica                      | Goran Ervin                         | Goran Zorica                               | Nema Nominacija                          | Nema Nominacija                                    | Izbačen (Dan 99)                  | Izbačen (Dan 99)                  |
| Mika           | Barbara Luka Zorica                    | Goran Aleksandar                   | Branislav Ivona                        | Luka/Zorica Anton/Goran           | Vesna Zorica                      | Rada                                           | Branislav Zorica                             | Luka Zorica                      | Đorđe Zorica                         | Goran Đorđe                                               | Đorđe Zorica                      | Goran Ervin                         | Goran Zorica                               | Nema Nominacija                          | Nema Nominacija                                    | Izbačen (Dan 99)                  | Izbačen (Dan 99)                  |
| Zorica         | N/A                                    | Goran Ivona                        | Luka Aleksandar                        | Giba/Mika Spejko/Tina             | Goran Vesna                       | Izuzet                                         | Goran Steffani                               | Mirjana Luka                     | Mirjana Đorđe                        | Goran Đorđe                                               | Đorđe Goran                       | Goran Mirjana                       | Goran Rada                                 | Nema Nominacija                          | Nema Nominacija                                    | Izbačen (Dan 99)                  | Izbačen (Dan 99)                  |
| Tina           | Nije primjenjivo                       | Goran Ivona                        | Goran Luka Aleksandar                  | Anton/Goran Giba/Mika             | Goran Vesna                       | Barbara                                        | Goran Rada                                   | Goran Zorica                     | Goran Đorđe                          | Goran Mirjana                                             | Đorđe Goran                       | Goran Mirjana                       | Goran Rada                                 | Nema Nominacija                          | Nema Nominacija                                    | Izbačen (Dan 99)                  | Izbačen (Dan 99)                  |
| Rada           | Barbara Luka Zorica                    | Luka Goran                         | Tajna soba                             | Tajna soba                        | Luka Ivona                        | Giba & Mika                                    | Zorica Branislav                             | Spejko Mirjana                   | Zorica Đorđe                         | Radivoje Goran                                            | Zorica Đorđe                      | Ervin Spejko                        | Zorica Goran                               | Nema Nominacija                          | Izbačen (Dan 92)                                   | Izbačen (Dan 92)                  | Izbačen (Dan 92)                  |
| Mirjana        | Not in House                           | Not in House                       | Not in House                           | Luka/Zorica Anton/Goran           | Branislav Vesna                   | Izuzet                                         | Luka Barbara Branislav                       | Zorica Goran                     | Đorđe Zorica                         | Tina Đorđe                                                | Ervin Zorica                      | Barbara Ervin                       | Izbačen (Dan 85)                           | Izbačen (Dan 85)                         | Izbačen (Dan 85)                                   | Izbačen (Dan 85)                  | Izbačen (Dan 85)                  |
| Đorđe          | Not in House                           | Not in House                       | Not in House                           | Not in House                      | Not in House                      | Not in House                                   | Not in House                                 | Izuzet                           | Mirjana Zorica                       | Zorica Mirjana                                            | Spejko Zorica                     | Izbačen (Dan 78)                    | Izbačen (Dan 78)                           | Izbačen (Dan 78)                         | Izbačen (Dan 78)                                   | Izbačen (Dan 78)                  | Izbačen (Dan 78)                  |
| Radivoje       | Barbara Luka Zorica                    | Luka Goran                         | Tajna soba                             | Tajna soba                        | Vesna Goran                       | Giba & Mika                                    | Zorica Branislav                             | Luka Mirjana                     | Zorica Đorđe                         | Zorica Tina                                               | Izbačen (Dan 71)                  | Izbačen (Dan 71)                    | Izbačen (Dan 71)                           | Izbačen (Dan 71)                         | Izbačen (Dan 71)                                   | Izbačen (Dan 71)                  | Izbačen (Dan 71)                  |
| Jozefina       | Not in House                           | Not in House                       | Not in House                           | Not in House                      | Not in House                      | Not in House                                   | Not in House                                 | Izuzet                           | Goran Đorđe                          | Izbačen (Dan 64)                                          | Izbačen (Dan 64)                  | Izbačen (Dan 64)                    | Izbačen (Dan 64)                           | Izbačen (Dan 64)                         | Izbačen (Dan 64)                                   | Izbačen (Dan 64)                  | Izbačen (Dan 64)                  |
| Luka           | N/A                                    | Tina Zorica                        | Zorica Giba/Mika                       | Giba/Mika Spejko/Tina             | Zorica Vesna                      | Izuzet                                         | Steffani Ervin                               | Zorica Goran                     | Izbačen (Dan 57)                     | Izbačen (Dan 57)                                          | Izbačen (Dan 57)                  | Izbačen (Dan 57)                    | Izbačen (Dan 57)                           | Izbačen (Dan 57)                         | Izbačen (Dan 57)                                   | Izbačen (Dan 57)                  | Izbačen (Dan 57)                  |
| Branislav      | Nije primjenjivo                       | Nije primjenjivo                   | Barbara Zorica                         | Giba/Mika Anton/Goran             | Vesna Goran                       | Izuzet                                         | Steffani Goran                               | Izbačen (Dan 50)                 | Izbačen (Dan 50)                     | Izbačen (Dan 50)                                          | Izbačen (Dan 50)                  | Izbačen (Dan 50)                    | Izbačen (Dan 50)                           | Izbačen (Dan 50)                         | Izbačen (Dan 50)                                   | Izbačen (Dan 50)                  | Izbačen (Dan 50)                  |
| Steffani       | Nije primjenjivo                       | Luka Goran                         | Tajna soba                             | Tajna soba                        | Barbara Zorica                    | Izuzet                                         | Rada Branislav                               | Napustila (Dan 45)               | Napustila (Dan 45)                   | Napustila (Dan 45)                                        | Napustila (Dan 45)                | Napustila (Dan 45)                  | Napustila (Dan 45)                         | Napustila (Dan 45)                       | Napustila (Dan 45)                                 | Napustila (Dan 45)                | Napustila (Dan 45)                |
| Ivona          | Nije primjenjivo                       | Andrea Zorica                      | Aleksandar Branislav                   | Giba/Mika Anton/Goran             | Vesna Goran                       | Tina                                           | Izbačen (Dan 43)                             | Izbačen (Dan 43)                 | Izbačen (Dan 43)                     | Izbačen (Dan 43)                                          | Izbačen (Dan 43)                  | Izbačen (Dan 43)                    | Izbačen (Dan 43)                           | Izbačen (Dan 43)                         | Izbačen (Dan 43)                                   | Izbačen (Dan 43)                  | Izbačen (Dan 43)                  |
| Vesna          | Nije u kući                            | Nije u kući                        | Nije u kući                            | Luka/Zorica Branislav/Ivona       | Zorica Mirjana                    | Izbačen (Dan 36)                               | Izbačen (Dan 36)                             | Izbačen (Dan 36)                 | Izbačen (Dan 36)                     | Izbačen (Dan 36)                                          | Izbačen (Dan 36)                  | Izbačen (Dan 36)                    | Izbačen (Dan 36)                           | Izbačen (Dan 36)                         | Izbačen (Dan 36)                                   | Izbačen (Dan 36)                  | Izbačen (Dan 36)                  |
| Anton          | Nije primjenjivo                       | Nije primjenjivo                   | Luka Aleksandar                        | Luka/Zorica Branislav/Ivona       | Izbačen (Dan 29)                  | Izbačen (Dan 29)                               | Izbačen (Dan 29)                             | Izbačen (Dan 29)                 | Izbačen (Dan 29)                     | Izbačen (Dan 29)                                          | Izbačen (Dan 29)                  | Izbačen (Dan 29)                    | Izbačen (Dan 29)                           | Izbačen (Dan 29)                         | Izbačen (Dan 29)                                   | Izbačen (Dan 29)                  | Izbačen (Dan 29)                  |
| Aleksandar     | Nije primjenjivo                       | Zorica Anton                       | Zorica Ervin                           | Izbačen (Dan 22)                  | Izbačen (Dan 22)                  | Izbačen (Dan 22)                               | Izbačen (Dan 22)                             | Izbačen (Dan 22)                 | Izbačen (Dan 22)                     | Izbačen (Dan 22)                                          | Izbačen (Dan 22)                  | Izbačen (Dan 22)                    | Izbačen (Dan 22)                           | Izbačen (Dan 22)                         | Izbačen (Dan 22)                                   | Izbačen (Dan 22)                  | Izbačen (Dan 22)                  |
| Andrea         | Nije primjenjivo                       | Spejko Zorica                      | Izbačen (Dan 15)                       | Izbačen (Dan 15)                  | Izbačen (Dan 15)                  | Izbačen (Dan 15)                               | Izbačen (Dan 15)                             | Izbačen (Dan 15)                 | Izbačen (Dan 15)                     | Izbačen (Dan 15)                                          | Izbačen (Dan 15)                  | Izbačen (Dan 15)                    | Izbačen (Dan 15)                           | Izbačen (Dan 15)                         | Izbačen (Dan 15)                                   | Izbačen (Dan 15)                  | Izbačen (Dan 15)                  |
|                |                                        |                                    |                                        |                                   |                                   |                                                |                                              |                                  |                                      |                                                           |                                   |                                     |                                            |                                          |                                                    |                                   |                                   |
| Bilješke       | 1, 2, 3                                | 4, 5, 6                            | 7, 8                                   | 8, 9, 10                          | 8, 11, 12                         | 8, 13                                          | 14, 15                                       | 16, 17                           | nema                                 | 18                                                        | nema                              | nema                                | 19                                         | 20                                       | 21                                                 | 22                                | 22                                |
| Glava kuće     | nema                                   | Barbara                            | Tina                                   | nema                              | nema                              | nema                                           | Mirjana                                      | nema                             | nema                                 | nema                                                      | nema                              | nema                                | nema                                       | nema                                     | nema                                               | nema                              | nema                              |
| Za izbacivanje | Barbara Goran Luka Steffani Zorica     | Andrea Goran Ivona Luka            | Aleksandar Branislav Goran Luka Zorica | Anton Giba & Mika Goran           | Barbara Goran Vesna               | Barbara Ivona Giba & Mika Rada Radivoje Spejko | Barbara Branislav Goran Luka Steffani Zorica | Goran Luka Mirjana Zorica        | Đorđe Goran Jozefina Mirjana Zorica  | Barbara Đorđe Ervin Giba & Mika Rada Radivoje Spejko Tina | Đorđe Goran Zorica                | Ervin Goran Mirjana Spejko          | nema                                       | Ervin Giba & Mika Goran Rada Spejko Tina | Barbara Ervin Giba & Mika Goran Spejko Tina Zorica | Barbara Ervin Goran Spejko        | Barbara Ervin Goran Spejko        |
| Napustio       | nema                                   | nema                               | nema                                   | nema                              | nema                              | nema                                           | Steffani                                     | nema                             | nema                                 | nema                                                      | nema                              | nema                                | nema                                       | nema                                     | nema                                               | nema                              | nema                              |
| Izbačen        | Steffani Izabrana za lažno izbacivanje | Andrea Najmanje glasova za spasiti | Aleksandar Najmanje glasova za spasiti | Anton Najmanje glasova za spasiti | Vesna Najmanje glasova za spasiti | Ivona Najmanje glasova za spasiti              | Branislav Najmanje glasova za spasiti        | Luka Najmanje glasova za spasiti | Jozefina Najmanje glasova za spasiti | Radivoje Najmanje glasova za spasiti                      | Đorđe Najmanje glasova za spasiti | Mirjana Najmanje glasova za spasiti | Goran 13 od 24 bodova za lažno izbacivanje | Rada Najmanje glasova za spasiti         | Tina Najmanje glasova (od 7)                       | Barbara Najmanje glasova(od 4)    | Ervin Najmanje glasova(od 3)      |
| Izbačen        | Steffani Izabrana za lažno izbacivanje | Andrea Najmanje glasova za spasiti | Aleksandar Najmanje glasova za spasiti | Anton Najmanje glasova za spasiti | Vesna Najmanje glasova za spasiti | Ivona Najmanje glasova za spasiti              | Branislav Najmanje glasova za spasiti        | Luka Najmanje glasova za spasiti | Jozefina Najmanje glasova za spasiti | Radivoje Najmanje glasova za spasiti                      | Đorđe Najmanje glasova za spasiti | Mirjana Najmanje glasova za spasiti | Goran 13 od 24 bodova za lažno izbacivanje | Rada Najmanje glasova za spasiti         | Zorica Najmanje glasova (od 6)                     | Goran Najmanje glasova (od 2)     | Goran Najmanje glasova (od 2)     |
| Izbačen        | Steffani Izabrana za lažno izbacivanje | Andrea Najmanje glasova za spasiti | Aleksandar Najmanje glasova za spasiti | Anton Najmanje glasova za spasiti | Vesna Najmanje glasova za spasiti | Ivona Najmanje glasova za spasiti              | Branislav Najmanje glasova za spasiti        | Luka Najmanje glasova za spasiti | Jozefina Najmanje glasova za spasiti | Radivoje Najmanje glasova za spasiti                      | Đorđe Najmanje glasova za spasiti | Mirjana Najmanje glasova za spasiti | Goran 13 od 24 bodova za lažno izbacivanje | Rada Najmanje glasova za spasiti         | Giba & Mika Najmanje glasova (od 5)                | Spejko Najviše glasova za pobjedu | Spejko Najviše glasova za pobjedu |